# Tour de France 1965
| 52. Tour de France 1965 – Endstand |                       |                           |
| Streckenlänge                      | 22 Etappen, 4176,9 km | 22 Etappen, 4176,9 km     |
| Toursieger                         | Felice Gimondi        | 116:42:06 h (35,791 km/h) |
| Zweiter                            | Raymond Poulidor      | + 2:40 min                |
| Dritter                            | Gianni Motta          | + 9:18 min                |
| Vierter                            | Henry Anglade         | + 12:43 min               |
| Fünfter                            | Jean-Claude Lebaube   | + 12:56 min               |
| Sechster                           | Josi Perez-Frances    | + 13:15 min               |
| Siebenter                          | Guido De Rosso        | + 14:48 min               |
| Achter                             | Frans Brands          | + 17:36 min               |
| Neunter                            | Jan Janssen           | + 17:52 min               |
| Zehnter                            | Francisco Gabica      | + 19:11 min               |
| Grünes Trikot                      | Jan Janssen           | 144 P.                    |
| Zweiter                            | Guido Reybrouck       | 130 P.                    |
| Dritter                            | Felice Gimondi        | 124 P.                    |
| Bergwertung                        | Julio Jiménez         | 133 P.                    |
| Zweiter                            | Frans Brands          | 73 P.                     |
| Dritter                            | Joaquín Galera        | 68 P.                     |
| Teamwertung                        | KAS                   | KAS                       |

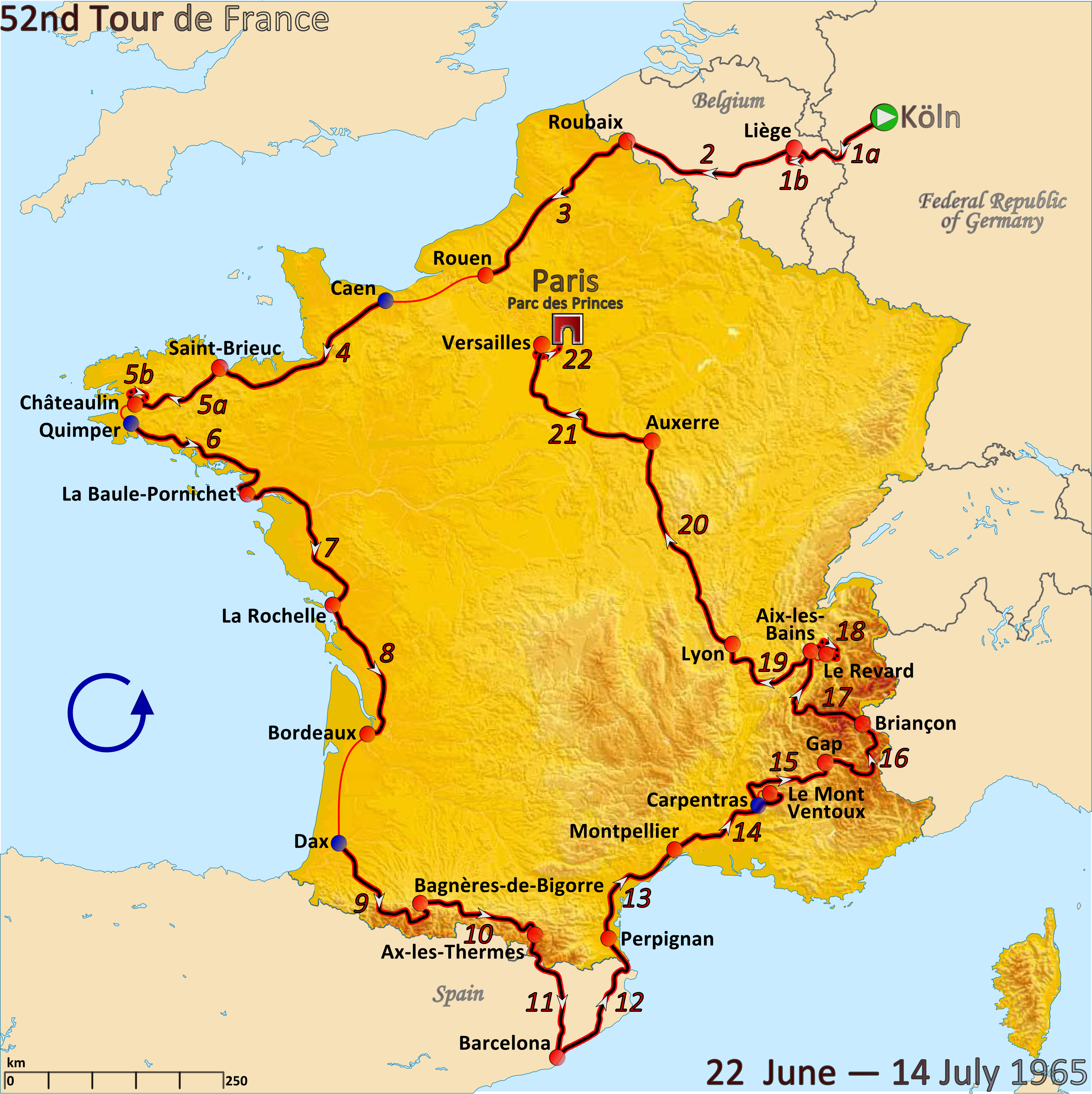
Streckenkarte der Tour de France 1965

Die 52. Tour de France fand vom 22. Juni bis 14. Juli 1965 statt und führte auf 22 Etappen über 4.177 km. Zum ersten Mal war mit Köln eine deutsche Stadt Startort der Tour de France. Zum ersten Mal wurde in den Zeitfahren eine Startrampe eingesetzt. Es nahmen 130 Rennfahrer an der Rundfahrt teil, von denen 96 klassifiziert wurden.

## Rennverlauf
Jacques Anquetil, der die Tour de France viermal in Folge gewonnen hatte, brachte durch sein Aussetzen 1965 seinen schärfsten Rivalen aus dem Vorjahr, Raymond Poulidor in die Favoritenrolle.
Auf seiner ersten Tour de France gewann der erst 23 Jahre alte Italiener Felice Gimondi die dritte Etappe und übernahm damit das gelbe Trikot. Poulidor lag zu diesem Zeitpunkt bereits über drei Minuten in der Gesamtwertung zurück, schaffte es nicht mehr, den Rückstand aufzuholen und wurde am Ende der Tour Zweiter.
Auf der 14. Etappe auf den Mont Ventoux attackierte Poulidor und kam bis auf 34 Sekunden an Gimondi heran, der im Vorjahr noch die Tour de l’Avenir gewonnen hatte. Gemeinsam mit Julio Jiménez war es Poulidor gelungen, Gimondi davonzufahren, der begrenzte seinen Rückstand auf 1:38 Minuten. Die beiden Zeitfahren, auf der 18. bzw. 22. Etappe konnte der Italiener für sich entscheiden. Für Poulidor blieb erneut nur der zweite Platz, erkannte den Überraschungssieg des Italieners aber an: „Gimondi hat gewonnen, weil er besser war.“
Der Spanier Jiménez gewann die Bergwertung mit großem Vorsprung und konnte auch zwei Bergetappen für sich entscheiden, das Grüne Trikot gewann Jan Janssen bereits zum zweiten Mal. Rik Van Looy gewann zwei Etappen und konnte nach seinem Sieg auf der ersten Etappe auch für zwei Tage das Gelbe Trikot tragen.

## Die Etappen
| Etappen       | Tag      | Start – Ziel                         | km         | Etappensieger             | Gelbes Trikot            |
| ------------- | -------- | ------------------------------------ | ---------- | ------------------------- | ------------------------ |
| 1. Etappe (a) | 22. Juni | Köln (DE) – Lüttich (BEL)            | 149        | Rik Van Looy              | Rik Van Looy             |
| 1. Etappe (b) | 22. Juni | Lüttich (BEL) – Lüttich (BEL)        | 22,5 (MZF) | Ford France-Gitane-Dunlop | Rik Van Looy             |
| 2. Etappe     | 23. Juni | Lüttich (BEL) – Roubaix              | 200,5      | Bernard Van De Kerckhove  | Bernard Van De Kerckhove |
| 3. Etappe     | 24. Juni | Roubaix – Rouen                      | 240        | Felice Gimondi            | Felice Gimondi           |
| 4. Etappe     | 25. Juni | Caen – Saint-Brieuc                  | 227        | Edgar Sorgeloos           | Felice Gimondi           |
| 5. Etappe (a) | 26. Juni | Saint-Brieuc – Châteaulin            | 147        | Cees van Espen            | Felice Gimondi           |
| 5. Etappe (b) | 26. Juni | Châteaulin – Châteaulin              | 26,7 (EZF) | Raymond Poulidor          | Felice Gimondi           |
| 6. Etappe     | 27. Juni | Quimper – La Baule                   | 210,5      | Guido Reybrouck           | Felice Gimondi           |
| 7. Etappe     | 28. Juni | La Baule – La Rochelle               | 219        | Edward Sels               | Felice Gimondi           |
| 8. Etappe     | 29. Juni | La Rochelle – Bordeaux               | 197,5      | Jo de Roo                 | Bernard Van De Kerckhove |
| 9. Etappe     | 30. Juni | Dax – Bagnères-de-Bigorre            | 226,5      | Julio Jiménez             | Felice Gimondi           |
| 10. Etappe    | 1. Juli  | Bagnères-de-Bigorre – Ax-les-Thermes | 222,5      | Guido Reybrouck           | Felice Gimondi           |
| 11. Etappe    | 2. Juli  | Ax-les-Thermes – Barcelona (ESP)     | 240,5      | José Perez-Frances        | Felice Gimondi           |
| Ruhetag       |          |                                      |            |                           |                          |
| 12. Etappe    | 4. Juli  | Barcelona (ESP) – Perpignan          | 219        | Jan Janssen               | Felice Gimondi           |
| 13. Etappe    | 5. Juli  | Perpignan – Montpellier              | 164        | Adriano Durante           | Felice Gimondi           |
| 14. Etappe    | 6. Juli  | Montpellier – Mont Ventoux           | 173        | Raymond Poulidor          | Felice Gimondi           |
| 15. Etappe    | 7. Juli  | Carpentras – Gap                     | 167,5      | Giuseppe Fezzardi         | Felice Gimondi           |
| 16. Etappe    | 8. Juli  | Gap – Briançon                       | 177        | Joaquín Galera            | Felice Gimondi           |
| 17. Etappe    | 9. Juli  | Briançon – Aix-les-Bains             | 193,5      | Julio Jiménez             | Felice Gimondi           |
| 18. Etappe    | 10. Juli | Aix-les-Bains – Mont Revard          | 26,9 (EZF) | Felice Gimondi            | Felice Gimondi           |
| 19. Etappe    | 11. Juli | Aix-les-Bains – Lyon                 | 165        | Rik Van Looy              | Felice Gimondi           |
| 20. Etappe    | 12. Juli | Lyon – Auxerre                       | 298,5      | Michael Wright            | Felice Gimondi           |
| 21. Etappe    | 13. Juli | Auxerre – Versailles                 | 225,5      | Gerben Karstens           | Felice Gimondi           |
| 22. Etappe    | 14. Juli | Versailles – Paris                   | 37,8 (EZF) | Felice Gimondi            | Felice Gimondi           |